# Joan Petersilia
Joan Petersilia (* 2. Januar 1951 in Pittsburgh; † 23. September 2019) war eine  US-amerikanische Soziologin und Kriminologin. Sie war Professorin an der Stanford University und amtierte 1990 als Präsidentin der American Society of Criminology (ASC). 2014 wurde sie mit dem Stockholm Prize in Criminology ausgezeichnet.
Petersilia, die Tochter eines Generals der US Air Force und einer Krankenschwester der US-Army, machte ihren Bachelor-Abschluss in Soziologie 1972 an der Loyola Marymount University in Los Angeles, das Master-Examen (Soziologie) 1974 an der Ohio State University und wurde 1990 an der University of California, Irvine (UCI) zur Ph.D. (Kriminologie) promoviert.
Sie erwarb ihren B.A. in Soziologie an der Loyola University of Los Angeles im Jahr 1972, ihren M.A. in Soziologie an der Ohio State University im Jahr 1974 und ihren Ph.D. in Kriminologie, Recht und Gesellschaft an der UCI im Jahr 1990.
Von 1989 bis 1994 war sie leitende Forscherin und Direktorin des Criminal Justice Program der RAND Corporation, von 1992 bis 2009 Professorin für Kriminologie an der UCI und dort Gründungsdirektorin des Center for Evidence-Based Corrections und von 2009 bis 2018 Professorin an der Stanford University und zugleich Direktorin des Stanford Criminal Justice Center.
Petersilia beriet die kalifornische Regierung bei der Erarbeitung einer Strafrechtsreform.

## Schriften (Auswahl)
- Herausgeberin mit Kevin R. Reitz: The Oxford handbook of sentencing and corrections. Oxford University Press, New York 2012, ISBN 9780199730148.
- When prisoners come home. Parole and prisoner reentry. Oxford University Press, Oxford/New York 2003, ISBN 019516086X.
- Reforming probation and parole in the 21st century. American Correctional Association, Lanham 2002, ISBN 1569911444.
- Herausgeberin mit James Q. Wilson: Crime. ICS Pres, San Francisco 1995, ISBN 1558154175.
- Mit Susan Turner: Intensive supervision for high-risk probationers. Findings from three California experiments. Rand Corporation, Santa Monica 1990, ISBN 0833011197.